# Екхард Шмідт-Оппер
Екхард Шмідт-Оппер (нім. Ekkhard Schmidt-Opper, 29 січня 1961) — німецький хокеїст на траві.
Срібний призер Олімпійських Ігор 1984, 1988 років.